# Спектроскопія насиченого поглинання

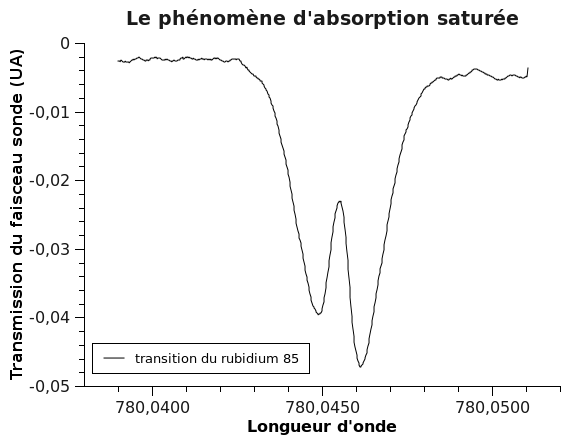
Типова залежність проходження пробного потоку світла через газ від довжини хвилі лазера (Рубідій-85). Видно вузький пік на тлі зумовленого доплерівським розширенням провалу.

Спектроскопія насиченого поглинання або вільна від Доплера спектроскопія — метод точного визначення енергії переходу атома газу між основним та збудженим станами, що дозволяє обійти обмеження, зв'язані з доплерівським розширенням. Метод використовує два зустрічні потоки світла однакової довжини хвилі, один інтенсивний, що забезпечує насичення, інший пробний — для вимірювання. Світло двох потоків діє на одні й ті ж атоми тільки тоді, коли ці атоми непорушні, або рухаються перпендикулярно до світлових потоків.    
Точність вимірювання частот переходів в атомах принципово обмежена тільки природною шириною збудженого стану, обернено пропорційною часу життя. Однак зазвичай вимірювання проводяться при кімнатній температурі, коли ширина спектральної лінії сильно розширена через ефект Доплера.  Метод насиченого поглинання дозволяє прецизійну спектроскопію атомних рівнів без охолодження до температури, при якій доплерівське розширення уже не має значення (що відбувається при температурі порядку мілікельвінів). Метод дозволяє також прив'язати частоту випромінювання лазера в фізичних експериментах до її точного значення в атомних переходах.

## Принцип методу
Щоб здолати проблему доплерівського розширення, не охолоджуючи газ до мілікельвінів, використовується класична в експериментальній фізиці схема накачування та зондування. Через атомну пару пропускають лазерне світло відносно великої інтенсивності. Це потік накачування. В зустрічному напрямку пропускають слабший потік світла тієї ж частоти. Це зонд. Поглинання потоку-зонда на різних частотах детектують фотодіодом і записують.
Хоча два потоки мають однакову частоту, через тепловий рух вони діють на різні атоми. Якщо частота трошки менша від частоти атомного переходу, то світло потоку накачування поглинатимуть атоми, що рухаються до його джерела, а світло пробного потоку поглинатиметься атомами, що рухаються з тією ж швидкістю від його джерела. Якщо частота дещо вища — ситуація протилежна.
Однак, якщо лазер потрапляє в резонанс, ці два потоки діятимуть на одні й ті ж атоми, швидкість яких перпендикулярна до напрямку розповсюдження світла.  У наближенні двох станів для опису атома сильне світло накачування змусить чимало атомів перейти в збуджений стан. Коли число атомів в основному та збудженому станах стає приблизно рівним, говорять, що перехід наситився. Коли фотон із зондувального потоку проходить через газ, він з великою ймовірністю зустрічається з уже збудженим атомом і викликає в ньому вимушене випромінювання. Тому, коли лазерна частота прочісує діапазон поблизу резонансу, в поглинанні пробного пучка спостерігається невеличкий провал. Чим сильніше накачування, тим ширшим та глибшим стає провал у поглинанні, розширеному ефектом Доплера. За ідеальних умов ширина провалу може бути близькою до природної ширини лінії переходу. 
Наслідком методу зустрічних потоків для системи з більшою кількістю станів, ніж два, є поява проміжних ліній. Коли частоти двох переходів лежать в одній розширеній за Доплером смузі, маючи один основний стан, з'являється проміжний пік на частоті точно посередині між частотами двох переходів. Це результат того, що атоми реагують на потік накачування та на потік зондування двома різними переходами.  Потік накачування може спорожнити основний стан, насичуючи один із переходів, а потік зондування знаходить в основному стані набагато менше атомів, тому його поглинання падає. Ці проміжні піки можуть бути доволі сильними, часто сильнішими, ніж головний пік насиченого поглинання. 

## Експериментальна реалізація
Оскільки потік накачування та потік зондування повинні мати однакову частоту, найпростіше використати для їхнього створення один лазер. Потік зонуванням може бути відбитим від дзеркала пучком накачування. Для зменшення інтенсивності його можна пропустити через нейтральний фільтр. Для підлаштовування частоти лазера можна використати лазерний світлодіод з  п'єзоелектричним перетворювачем, що контролював би довжину хвилі резонатора. Через шум у фотодіоді частота лазера може плавати, і сигнал фотодіода після багатьох таких змін усереднюється.
Реальні атоми часто мають більше двох переходів в розширеній за Доплером смузі  (наприклад, атоми лужних металів із надтонкою структурою). Це призводить до появи нових особливостей в поглинанні, окрім проміжних піків, про які вже говорилося

## Виноски
1. 1 2  Daryl W. Preston (November 1996). Doppler-free saturated absorption: Laser spectroscopy (PDF). American Journal of Physics. 64 (11): 1432—1436. Bibcode:1996AmJPh..64.1432P. doi:10.1119/1.18457. Архів оригіналу (PDF) за 11 липня 2010. Процитовано 8 червня 2017.